# Yavin IV

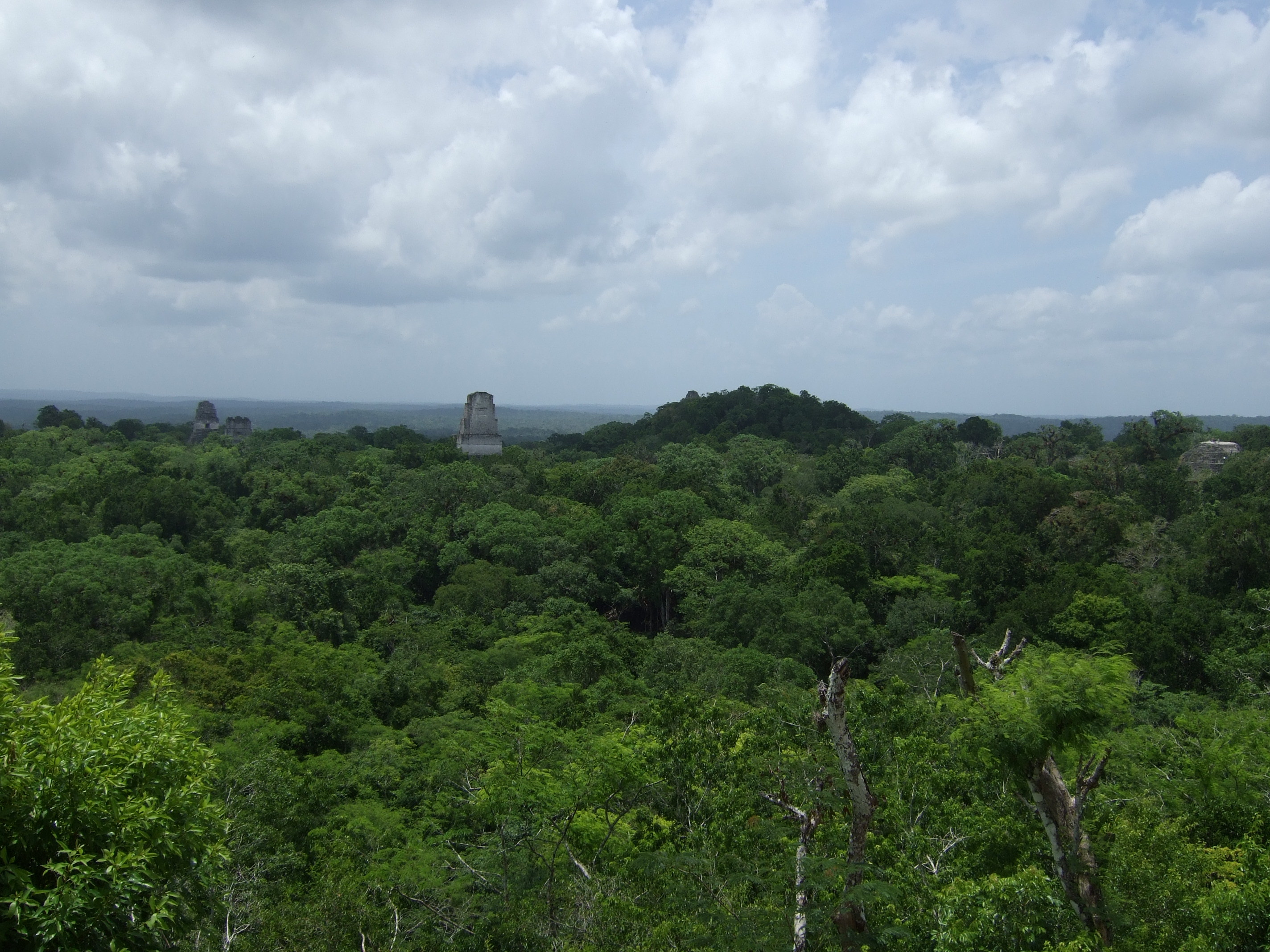
Het landschap van Yavin IV – in werkelijkheid de ruïnes van de Maya-stad Tikal – zoals het te zien was in de film Star Wars Episode IV: A New Hope

Yavin IV is een fictieve maan in het Star Wars-universum. Op deze maan was de geheime basis van de Rebellenalliantie gevestigd in de eerste Star Wars-film, Star Wars Episode IV: A New Hope. Yavin IV is een van de 26 manen rond de planeet Yavin, een oranje gasreus. 

## InA New Hope
Yavin IV speelt een centrale rol in de Slag om Yavin in Star Wars Episode IV: A New Hope. De Rebellen vestigen hun militaire basis in de tempelruïnes van de Massassi, die verborgen liggen in de jungle van Yavin IV. De basis staat onder het bevel van General Jan Dodonna en bestond uit een gelijkvloerse Starfighterhangar en de tot vergaderruimte omgebouwde offerzaal.
De Death Star volgt de Millennium Falcon naar de rebellenbasis op Yavin IV en bereidt zich voor om de maan te vernietigen. Op Yavin IV worden ondertussen de bouwplannen van de Death Star onderzocht en wordt een zwakke plek gevonden. Als de Death Star de maan benadert, valt een kleine jagervloot de Death Star aan. Uiteindelijk wordt de ruimtebasis opgeblazen door een van de rebellenpiloten, Luke Skywalker.
De Slag om Yavin is een belangrijk onderdeel van de tijdmeting die veel door fans wordt toegepast. In deze tijdmeting dient het jaar waarin de slag plaatsvond als nulpunt. Alle gebeurtenissen van daarvoor worden gerekend als x aantal jaren voor de Slag om Yavin (BBY), en alles erna als x aantal jaar na de Slag om Yavin (ABY).
Ook de huldigingsceremonie in de slotscène van A New Hope vindt plaats op Yavin IV.
De buitenscènes op Yavin IV in Star Wars Episode IV: A New Hope werden opgenomen in de ruïnes van de Maya-stad Tikal in Guatemala.

## InJedi Academy
Yavin IV komt ook voor in de romantrilogie Jedi Academy, die na de gebeurtenissen van de film Star Wars Episode VI: Return of the Jedi speelt. Luke Skywalker reist in 11 ABY terug naar Yavin IV en vestigt daar een Jedi-academie om zo de Jedi-orde weer opnieuw op te bouwen. In 26 ABY wordt de academie vernietigd door de Yuuzhan Vong.

## InClone Wars
In de animatieserie Star Wars: Clone Wars vecht Anakin Skywalker een duel met zijn aartsvijand Asajj Ventress op Yavin IV.

## In computerspellen
Yavin IV komt voor in een aantal Star Wars-computerspellen, waaronder:
- Star Wars Galaxies
- Star Wars Jedi Knight: Jedi Academy
- Star Wars: Battlefront
- Star Wars: Rebellion
- Star Wars Jedi Knight 2: Jedi Outcast
- Star Wars: Battlefront II
- Star Wars: Empire at War
- Star Wars: Empire at War: Forces of Corruption